# Al-Abbàs ibn Mandil
Al-Abbàs ibn Mandil (àrab: العباس بن منديل, al-ʿAbbās b. Mandīl) fou emir dels Banu Mandil del Chelif.
Fou acceptat pels seus germans en una data incerta anterior a la mort en captivitat del seu pare Mandil ibn Abd-ar-Rahman vers el 1226. Va perdre tots els territoris que el seu pare havia conquerit davant els seus rivals, els Banu Atiyya de la tribu dels Banu Tudjin, i es va haver de replegar amb la seva tribu cap als territoris al baix Chelif, on va governar un petit territori sempre lleial als almohades. Quan l'abdalwadita Abu-Yahya I Yaghmurassan ibn Zayyan de Tlemcen (1236-1283) va refusar el reconeixement als almohades, es va veure seriosament amenaçat i va cridar en ajut als hàfsides, lleials als almohades, on era emir Abu-Zakariyyà Yahya (I), que va enviar forces a la zona, ocupant Tlemncen el 1242 i posant sota sobirania hàfsida als abdawadites. Al retornar Abu-Zakariyya va deixar tres petits estats tampons establerts, un d'ells l'emirat del Chelif, regit per al-Abbas, amb autoritat sobre Mliana, Ténès, Brechk i Cherchell. Es creu que fou llavors quan va fundar Mazuna que va esdevenir la residència habituals dels emirs.
Va morir el 1249/1250 i el va succeir el seu germà Muhàmmad ibn Mandil.